# متلازمة الشلل الوعائي
متلازمة الشلل الوعائي (اختصارًا VPS) هي متلازمةٌ تاليةٌ للتروية، يحدثُ فيها مقاومة وعائية جهازيَّة منخفضة مع نتاج قلبي مرتفع.

## الأسباب
تُحدث متلازمة الشلل الوعائي بشكلٍ متكررٍ أكثر بعد جراحة فتح مجرى جانبي للشريان التاجي (اختصارًا CABG) بالمضخة مقارنةً بنفس الجراحة دون مضخة. قد يؤدي انخفاض درجة حرارة الجسم أثناء الجراحة أيضًا إلى زيادة خطر الإصابة بالمتلازمة بعد الجراحة.

## التشخيص
تُعرَّف هذه المتلازمة بأنها تشمل حدوث مقاومة وعائية جهازيَّة منخفضة (مؤشر المقاومة الوعائيَّة الجهازيَّة (SVR index) <1,600 داين∙ث/سم5/م2) مع نتاج قلبي مرتفع (المؤشر القلبي >2.5 ل/د/م2) خلال الأربع ساعات الأولى بعد العملية.

## العلاج
هناك بعض الأدلة البحثيَّة التي تدعم استخدام أزرق الميثيلين في علاج هذه الحالة.

## الانتشار
تُشير سلسلة حالاتٍ واحدة إلى حدوث حالة واحدة من بين كل 120 حالة.